# J. C. Tremblay
Jean-Claude „J. C.“ Tremblay (* 22. Januar 1939 in Bagotville, Québec; † 7. Dezember 1994) war ein kanadischer Eishockeyspieler (Verteidiger), der von 1960 bis 1979 für die Canadiens de Montréal in der National Hockey League sowie die Nordiques de Québec in der World Hockey Association spielte.

## Karriere
Als Jugendlicher spielte er als Linksaußen, doch als er im Farmteam der Canadiens de Montréal zu den Hull-Ottawa Canadiens kam und es dort an Verteidigern fehlte, stellte er sich um und spielte fortan an der blauen Linie. Mit diesem Team gewann er 1958 auch den Memorial Cup.
In der Saison 1959/60 spielte er seine ersten elf Spiele für die Canadiens in der NHL. Auch in der kommenden Spielzeit pendelte er zwischen NHL und Farmteam, schaffte aber dann in der Saison 1961/62 endgültig den Durchbruch. Seinen ersten Stanley Cup gewann er in der Saison 1964/65. Er selbst steuerte neun Vorlagen in den Playoffs bei und war damit bester Vorlagengeber der Playoffs. Gar elf Punkte steuerte er in der nächsten Saison zur Titelverteidigung bei und unterlag bei der Wahl um die Conn Smythe Trophy nur knapp Detroits Torwart Roger Crozier. Ähnlich endete für ihn die Saison 1967/68. Er gewann mit den Canadiens den dritten Stanley Cup und musste sich bei der Vergabe der Trophäen dieses Mal Bobby Orr im Kampf um die James Norris Memorial Trophy als bester Verteidiger der NHL geschlagen geben. Es folgte der vierte Cup-Gewinn 1969.
Anfang der 70er Jahre plante man in Montreal eine Verjüngung der Mannschaft und auch Tremblay wurde kritisch hinterfragt. Er hinterlegte seinen Wunsch bei den Canadiens zu bleiben auf dem Eis mit 63 Punkten in der regulären Saison und 17 Punkten in 20 Playoff-Spielen, die ihm 1971 seinen fünften Stanley Cup brachten. Er wurde erstmals in NHL First All-Star Team gewählt. Zu dieser Zeit war er auch der Vertreter der Canadiens bei der Spielergewerkschaft National Hockey League Players’ Association.
Zu Ende der Saison 1971/72 verhandelte er mit den Canadiens um seine Vertragsverlängerung, als er von den Nordiques de Québec, die in der neu gegründeten World Hockey Association spielen sollten, ein so gutes Angebot bekam, dass er nicht ablehnen konnte. Er blieb in den sieben Jahren, die die WHA bestehen sollte bei den Nordiques und war der dominierende Verteidiger in der Geschichte dieser Liga. Im ersten Jahr bereitete er 77 Tore vor und war damit gemeinsam mit Topscorer André Lacroix bester Vorlagengeber der Liga. Er spielte bei der Summit Series 1974 für Kanada, nachdem er vor der Summit Series 1972 aufgrund seines Wechsels in die WHA noch aus dem Kader gestrichen worden war, und gewann mit Québec in der Saison 1976/77 die Avco World Trophy.
Als die WHA 1979 aufgelöst wurde, beendete er seine Karriere. Sein Trikot mit der Nummer 3 wurde von den Québec Nordiques geschützt und seitdem nicht mehr vergeben. Neben John McKenzie von den Hartford Whalers und Frank Finnigan von den Ottawa Senators ist er der dritte Spieler, dessen Nummer von einem NHL-Team gesperrt wurde, obwohl er für dieses Team nie in der NHL gespielt hatte.
1979 spendete er seiner Tochter eine Niere. Seine verbleibende Niere wurde von Krebs befallen, woran er am 7. Dezember 1994 verstarb.

## Sportliche Erfolge
- Memorial Cup: 1958
- Stanley Cup: 1965, 1966, 1968, 1969 und 1971
- Avco World Trophy: 1977

### Persönliche Auszeichnungen
- NHL First All-Star Team: 1971
- NHL Second All-Star Team: 1968
- WHA First All-Star Team: 1973, 1975 und 1976
- WHA Second All-Star Team: 1974
- Dennis A. Murphy Trophy: 1973 und 1975
- NHL All-Star Game: 1959, 1965, 1967, 1968, 1969, 1971 und 1972
- WHA All-Star Game: 1973, 1974, 1975, 1976, 1977 und 1978

## Rekorde
- 424 Punkte als Verteidiger in der WHA
- 358 Vorlagen als Verteidiger in der WHA
- 77 Vorlagen in einer Saison in der WHA (WHA 1975/76)